# 国分 (海老名市)
国分（こくぶ）は、かつて神奈川県海老名市に存在した大字。1991年にほぼ全域で住居表示が実施されたことにより中央・国分南・国分北の各町に分かれ、わずかに残存した区画が翌1992年に国分寺台に編入されたことにより行政上の大字としては消滅した。

## 地理
市の中央やや北寄りに位置する。高座郡海老名村時代から1989年の市役所移転までの間役場・役所が所在していた、海老名の中心市街地である。
地理的には座間丘陵南部に位置し、東部（現在の国分北・国分南）は高台になっている。

## 歴史
「国分」の地名は、当地に相模国分寺が建てられたことに由来する。室町時代にはすでに「国分」の名が見受けられる。

### 沿革
- 江戸時代 - 高座郡国分村が成立。
  - 1697年（元禄10年） - 小田原藩領。
  - 幕末 - 下総国佐倉藩領。
- 1871年（明治4年） - 国分村、佐倉県所属を経て神奈川県に所属。
- 1889年（明治22年）4月1日 - 町村制施行により高座郡海老名村大字国分となる。
- 1940年（昭和15年）12月20日 - 海老名村が町制施行し、海老名町となる。
- 1971年（昭和46年）11月1日 - 海老名町が市制施行し、海老名市となる。
- 1980年（昭和55年） - この時点での世帯数3,027世帯、人口10,079人。
- 1989年（平成元年） - 海老名市役所・海老名市消防本部移転[注 1]。
- 1991年（平成3年）
  - 2月25日 - 中心部で住居表示実施、中央一丁目・国分南一〜二丁目成立[1]。
  - 11月11日 - 周縁部で住居表示実施、中央二丁目・国分南三〜四丁目・国分北一〜四丁目成立[1][注 2]。この時点で大字国分は1043番地のみとなる。
- 1992年（平成4年）2月24日 - 1043番地で住居表示実施、国分寺台一丁目に編入[1][注 3]、大字国分消滅。

## 小字
- 尼寺
- 伊勢山
- 大松原
- 押堀
- 北原
- 宿
- 杉本
- 関免
- 南原
- 宮台

## 主な施設（当時）
- 相模国分寺
  - 相模国分寺跡
  - 相模国分尼寺跡
- 相模鉄道本線・厚木線 相模国分信号所
- 龍峰寺
- 弥生神社
- 清水寺公園
- 伊勢山自然公園
- ひさご塚公園
- 海老名市温故館 - 旧海老名村役場の建物を利用した郷土資料館。後に耐震強度不足が判明して休館後、移設して営業再開。
- 海老名市役所 - 上述の通り1989年に移転。跡地には海老名プライムタワー等が建設。
- 海老名市消防本部 - 同上。
- 海老名市立海老名小学校
- 海老名市立海老名中学校
- 海老名中央公園
- ビナ2番館A・B - 現：ビナウォーク2番館A・B。当時3番館〜6番館は未開業、1番館は上郷に所在（中央一丁目成立時に編入）。
- 小田急電鉄海老名検車区（一部） - 住居表示実施時に上郷に編入。